# Santa Sylvina
Santa Sylvina é uma cidade da Argentina, localizada na província de Chaco.